# فابيو بوريني
فابيو بوريني (بالإيطالية: Fabio Borini)‏ (مواليد 29 مارس 1991 في بنتيفوليو - إيطاليا) لاعب كرة قدم إيطالي يلعب حاليا لصالح نادي فاتح كاراغومروك منذ 2020.
صفقة انتقاله إلى نادي روما تضمنت الإعارة لموسم 2011-2012 مقابل 1.7 مليون يورو مع حق الشراء نهائيًا مقابل 7 ملايين يورو.

## مسيرته مع الأندية
- نادي تشيلسي
- نادي بارما
- نادي روما
- ليفربول

## روابط خارجية
- فابيو بوريني على موقع الاتحاد الأوربي (الإنجليزية)
- فابيو بوريني على موقع اتحاد تركيا (لاعب) (الإنجليزية)
- فابيو بوريني على موقع إي إس بي إن إف سي (الإنجليزية)
- فابيو بوريني على موقع قاعدة بيانات كرة القدم.إي يو (الإنجليزية)
- فابيو بوريني على موقع بيانات كرة القدم. دي إي (الألمانية)
- فابيو بوريني على موقع ناشيونال فوتبول تيمز (الإنجليزية)
- فابيو بوريني على موقع Soccerbase.com (لاعب) (الإنجليزية)
- فابيو بوريني على موقع Soccerway.com (الإنجليزية)
- فابيو بوريني على موقع عالم كرة القدم.نت (الإنجليزية)
- فابيو بوريني على موقع كووورة